# Iglesia de San Sebastián (La Paz)
La iglesia de San Sebastián es una iglesia en la ciudad de La Paz, Bolivia. Se ubica en la calle Bozo y la Plaza Alonso de Mendoza, fundada en 1548.
La parroquia de San Sebastián cumple su labor de evangelización y ejecuta el plan pastoral de la Arquidiócesis. Atiende todos los sacramentos que ofrece la Iglesia Católica a feligreses de toda la ciudad, privilegiando a sectores populares de la ciudad de El Alto, Es conocida la creencia de que las parejas que se casan en el templo de San Sebastián duran toda la vida y que los niños que se bautizan son buenos hijos. Los grupos que se acogen a su amparo son: San Judas Tadeo, grupo juvenil y de monaguillos, Legión de María y comunidades del camino neocatecumenal, apoyados por los sacerdotes: Rev. Vitaliano Calcina y Guillermo Peralta.

## Historia
El Corregidor y Justicia Mayor, Capitán Alonso de Mendoza y el Cacique indígena Kirkinchu, fueron los protagonistas de la fundación de la ciudad de La Paz el 20 de octubre de 1548, en el espacio poblado de Churupampa, hoy conocida como zona Churubamba y plaza Alonso de Mendoza. Los fundadores erigieron una pequeña capilla que tuvo por cura y vicario al bachiller don Juan Rodríguez, la misma que por voto de los vecinos se dedicó a San Pedro para luego llamarse San Sebastián bajo cuya protección se depositó la piedra fundamental el 26 de noviembre de 1548.
La ampliación de San Sebastián se hizo el 19 de agosto de 1552. Ese mismo año el Emperador Carlos V obsequió a la ciudad la imagen de N. Señora del Pilar de Zaragoza, para que se venere como patrona de todo el Corregimiento. Esa imagen ha sido colocada en el altar del Templo y se conserva hasta hoy bajo la advocación de N. Señora de la Asunta.
San Sebastián ha soportado frecuentes siniestros: destruido en 1781 por los indígenas que asediaron la ciudad, fue reconstruido al año siguiente; el 21 de enero de 1816 se derrumbó una parte de la pared; en 1872 se desplomaron las paredes que debían sostener un camarín; en 1885 un incendió dejó en escombros el templo. En noviembre del 2005 se desmoronó la parte de la cúpula y parte del crucero. En marzo de 2016 se terminaron los trabajos de restauración cuyas que consistieron, entre otros, en el cambio total del piso con piedra comanche y manteniendo la armonía arquitectónica original.[cita requerida]